# Dore Della Lunga
Dore Della Lunga, né le 25 juillet 1984 à Chiaravalle en Italie, est un joueur italien de volley-ball. Il mesure 1,94 m et joue réceptionneur-attaquant. Il totalise 11 sélections en équipe d'Italie.

## Clubs
| Club                | De        | À         |
| ------------------- | --------- | --------- |
| Pallavolo Falconara | 2000-2001 | 2004-2005 |
| Trentino Volley     | 2005-2006 | 2008-2009 |
| Blu Volley Vérone   | 2009-2010 | 2009-2010 |
| Trentino Volley     | 2010-2011 | 2011-2012 |
| Piemonte Volley     | 2012-2013 | 2012-2013 |
| Sir Safety Pérouse  | 2013-2014 | ...       |

## Palmarès
- Championnat d'Europe des moins de 21 ans (1)
  - Vainqueur : 2002
- Championnat du monde des clubs (2)
  - Vainqueur : 2011, 2012
- Ligue des champions (1)
  - Vainqueur : 2011
  - Finaliste : 2013
- Championnat d'Italie (2)
  - Vainqueur : 2008, 2011
  - Finaliste : 2009, 2012, 2014
- Coupe d'Italie (1)
  - Vainqueur : 2012
  - Finaliste : 2011, 2014
- Supercoupe d'Italie (1)
  - Vainqueur : 2011
  - Perdant : 2008, 2010